# Slagsån
Slagsån är en by i Undersåkers distrikt (Undersåkers socken) i Åre kommun, Jämtlands län (Jämtland). Byn ligger vid sidan av E14, Mittbanan och Indalsälven, cirka sju kilometer österut från tätorten Undersåker. Här finns bland annat Undersåkers kyrka.
Mellan 2005 och 2020 avgränsade SCB här en småort.